# مونای
مونای (به مجاری:  Monaj) یک شهرداری در مجارستان است که در بورشود-آبااوی-زمپلن واقع شده‌است. مونای ۱۱٫۵۳ کیلومتر مربع مساحت و ۲۹۶ نفر جمعیت دارد.